# Evarra
El gènere Evarra són peixos ciprínids d'aigua dolça inclosos en l'ordre Cypriniformes, totes les espècies endèmiques de rius de la vall de Mèxic. Avui dia totes les espècies i el gènere complet es consideren extingits per la pèrdua d'hàbitat.
El seu hàbitat natural era bentopelàgic de clima tropical.

## Taxonomia
Existien només 3 espècies agrupades en aquest gènere:
- Evarra bustamantei (Navarro, 1955) - Carpa xochimilca, extinta.
- Evarra eigenmanni (Woolman, 1894) - Carpa verda, extinta.
- Evarra tlahuacensis (Meek, 1902) - Carpa de Tláhuac, extinta.